# Viktor Safronov
Viktor Sergeevich Safronov (em russo:  Виктор Серге́евич Сафронов; Velikiye Luki, Oblast de Pskov, Rússia, 11 de outubro de 1917 – Moscou, 18 de setembro de 1999) foi um astrônomo soviético. Desenvolveu o modelo da nebulosa de massa reduzida como base para a formação de planetas, uma configuração consistente da formação de planetas (denominada acreção) a partir de um disco gasoso e poeira em torno do sol.

## Lista de publicações selecionadas
- Evolution of the Protoplanetary Cloud and Formation of the Earth and the Planets. Moscou: Nauka Press, 1969. Trans. NASA TTF 677, 1972.